# St. Andreas (Niederperach)

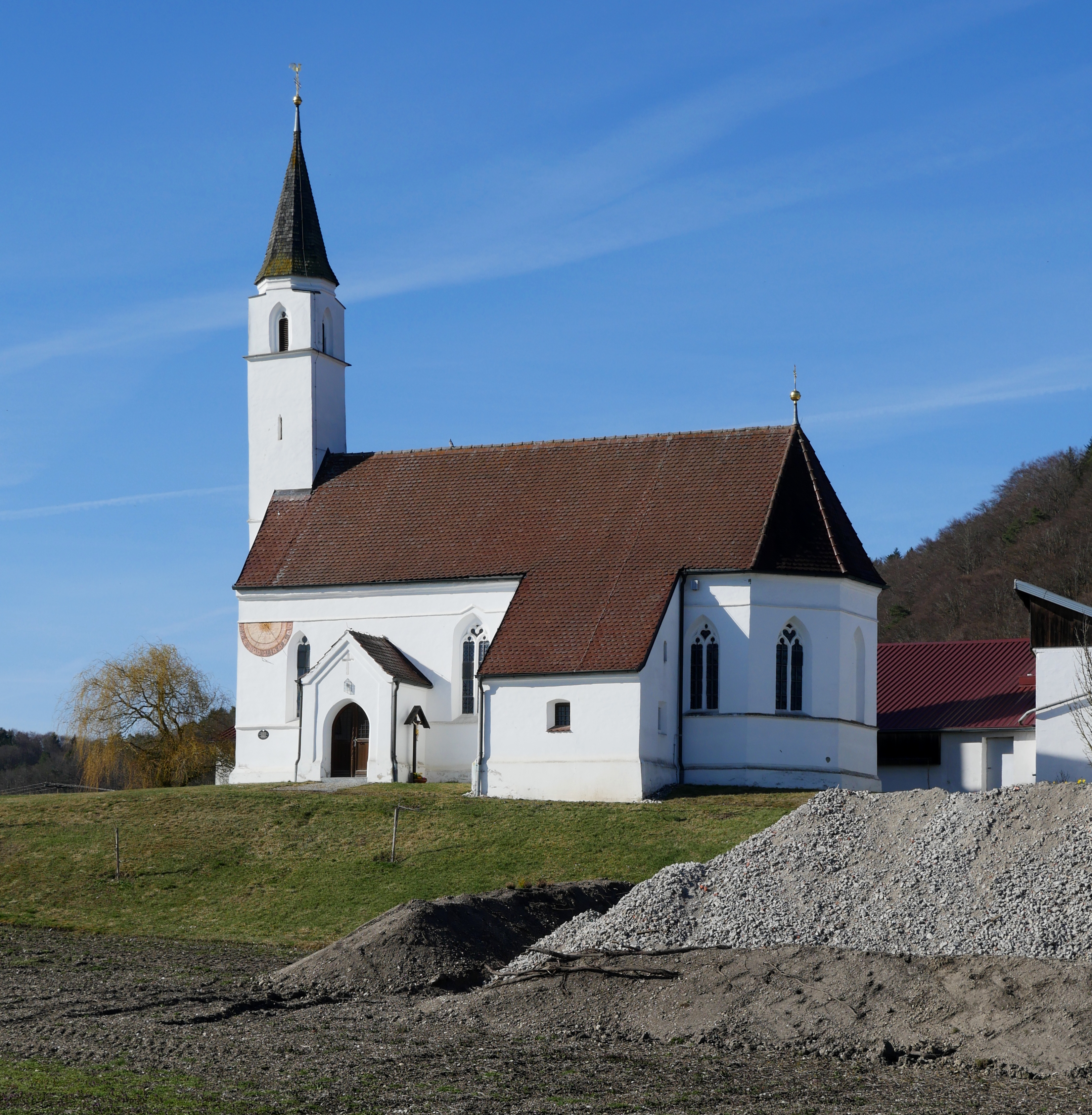
St. Andreas in Niederperach

Die römisch-katholische Filialkirche St. Andreas steht in Niederperach, einem Gemeindeteil von Perach im oberbayerischen Landkreis Altötting. Sie ist in der Liste der Baudenkmäler in Perach als Baudenkmal unter der Nr. D-1-71-126-13 eingetragen. Die Kirche gehört zum Dekanat Altötting im Bistum Passau.

## Beschreibung
St. Andreas in Niederperach ist eine 1461 erbaute gotische Saalkirche. Sie besteht aus dem Langhaus, dem dreiseitig geschlossenen Chor im Osten, der Sakristei an der Südwand unter dem Schleppdach des Chors, einem Vorbau mit dem Portal und dem Fassadenturm. Der mit einem spitzen Helm bedeckte Turm auf quadratischem Grundriss ist im Westen halb in das Langhaus eingestellt. In seinem Obergeschoss steht der Glockenstuhl mit zwei Glocken. 
Der Innenraum ist mit einem Netzgewölbe überspannt. Der Hochaltar aus dem 17. Jahrhundert wird von den Skulpturen des Nikolaus von Myra und des Rupert von Salzburg flankiert. Im Mittelteil des Altars steht eine Statue des Schutzpatrons der Kirche, des heiligen Andreas. Der Altarauszug enthält eine Nachbildung des Gnadenbilds von Altötting.
Die Kreuzigungsgruppe mit Jesus am Kreuz, seiner Mutter Maria und dem Apostel Johannes im Chorbogen entstand in der Zeit um 1525 und wird einer Leinberger Schule zugeschrieben. Der Neuöttinger Maler Michael Lechner fasste die Figurengruppe 1768 farbig neu. Ob sie vorher schon farbig gefasst war, ist nicht überliefert.
Nachdem der Platz in der kleinen Kirche zu knapp geworden war, wurde 1733 eine hölzerne Empore mit acht Gemälden an der Brüstung eingebaut. Die von dem Maler Johann Heller aus Neuötting gemalten Bilder zeigen Stationen aus dem Leben des heiligen Andreas. Unter jedem der acht Bilder wird die dargestellte Szene erklärt. 1859 wurden die Gemälde renoviert.